# Skórnica czerwonawa

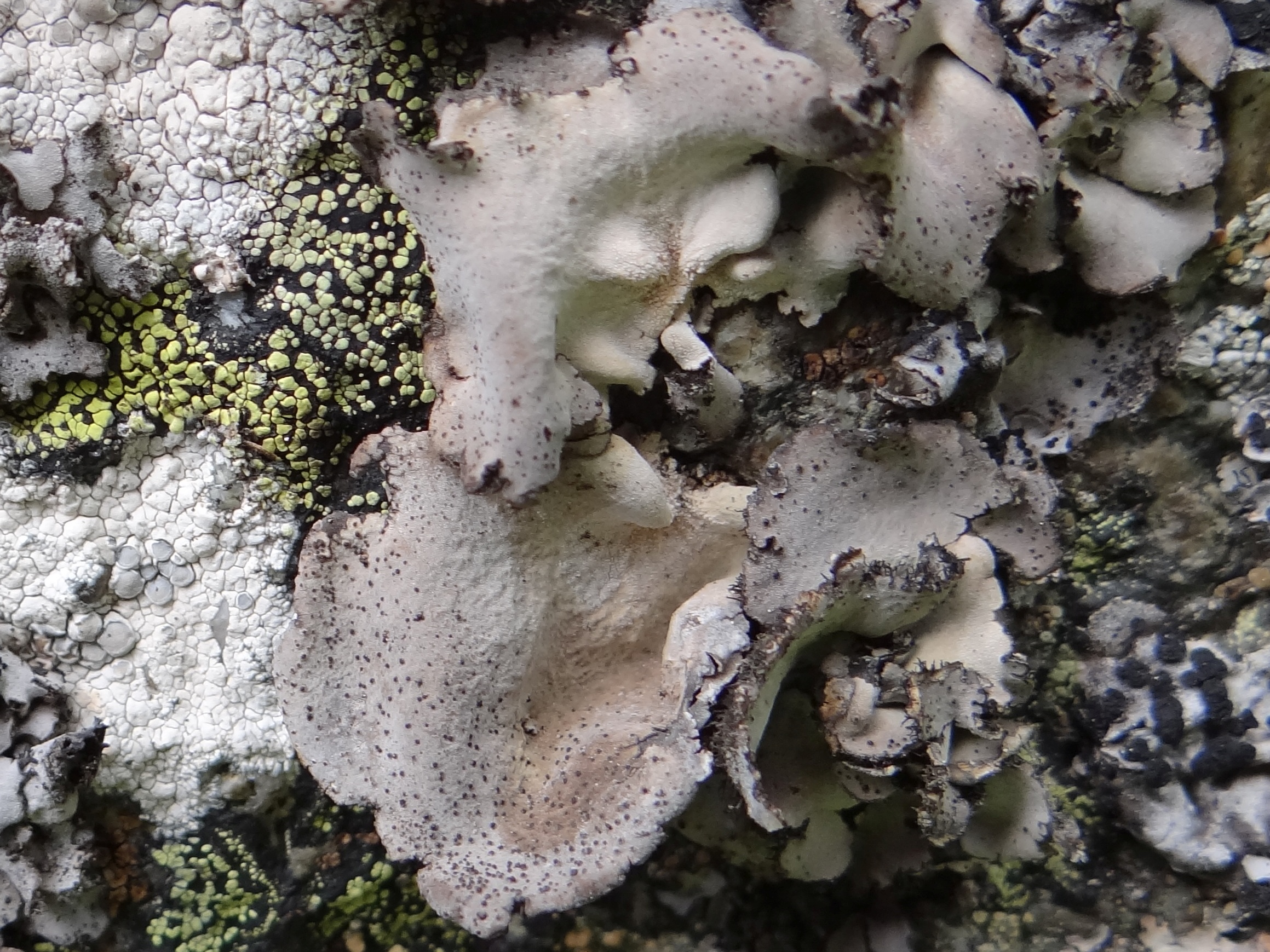
Skórnica czerwonawa wśród innych porostów

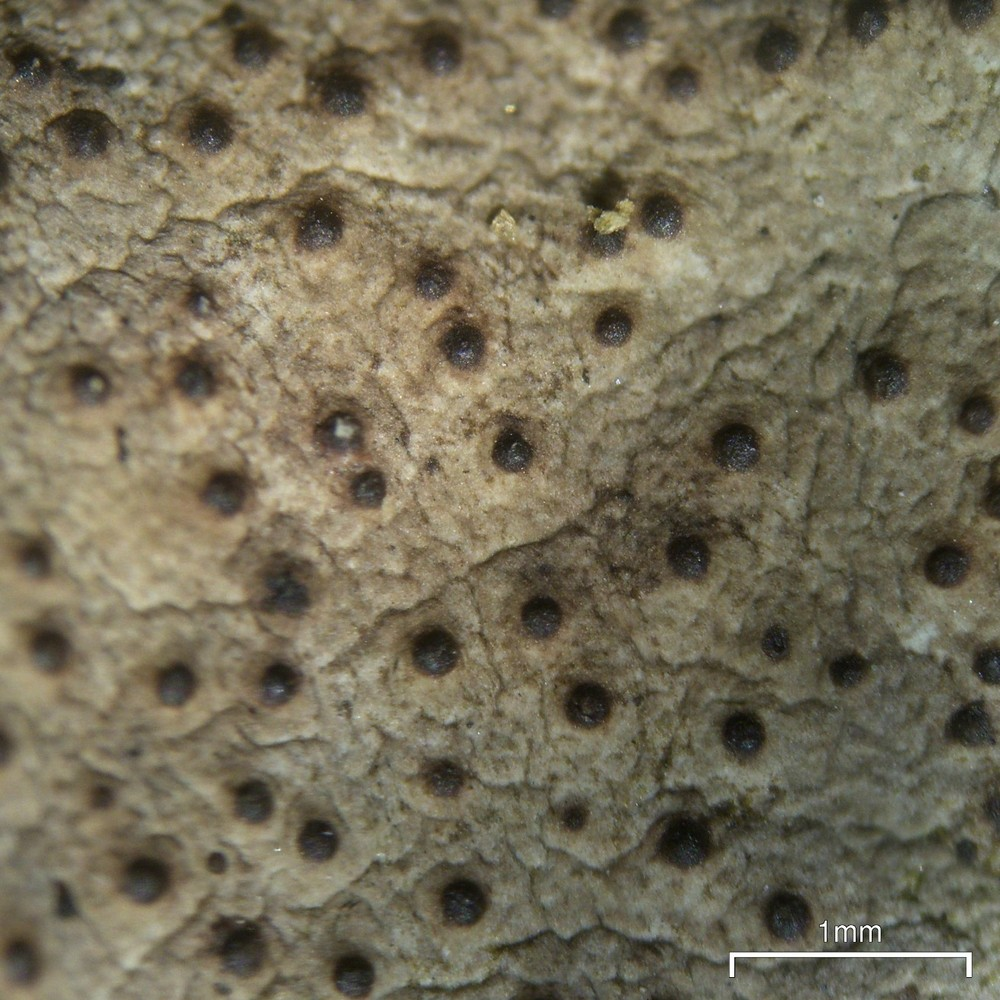
Fragment plechy z egzotecjami

Skórnica czerwonawa, wnętrznik czerwonawy (Dermatocarpon miniatum (L.) W. Mann) – gatunek grzybów należący do rodziny brodawnicowatych (Verrucariaceae). Ze względu na współżycie z glonami zaliczany jest do porostów.

## Systematyka i nazewnictwo
Pozycja w klasyfikacji według Index Fungorum: Verrucariaceae, Verrucariales, Chaetothyriomycetidae, Eurotiomycetes, Pezizomycotina, Ascomycota, Fungi.
Po raz pierwszy takson ten zdiagnozował w 1753 r. Karol Linneusz nadając mu nazwę Lichen miniatus. Obecną, uznaną przez Index Fungorum nazwę nadał mu w 1825 r. Wenzeslaus Mann, przenosząc go do rodzaju Dermatocarpon.
Synonimy:

- Caloplaca saxicola subsp. miniata (Hoffm.) Clauzade & Cl. Roux 1985
- Capnia miniata (L.) A. St.-Hil. 1805
- Endocarpon miniatum (L.) P. Gaertn., G. Mey. & Scherb. 1801
- Entosthelia miniata (L.) Hue 1915
- Epistictum miniatum (L.) Trevis. 1869
- Lichen miniatus L 1753
- Lobaria miniata (L.) Hoffm. 1796
- Rhodocarpon miniatum (L.) Lönnr. 1858
- Umbilicaria miniata (L.) Baumg. 1790[3].

Nazwy polskie według Krytycznej listy porostów i grzybów naporostowych Polski.

## Morfologia
Plecha jedno lub kilku listkowa o średnicy 1–7 cm, sztywna i krucha, o brzegach zaokrąglonych, płatowato wcinanych lub karbowanych. Czasami składa się z wielu odcinków dachówkowato na siebie zachodzących. Do podłoża przyczepiona jest w jednym tylko miejscu. Zewnętrzna powierzchnia ma barwę od szarobrunatnej do czerwonobrunatnej i często jest obficie biało oprószona. Dolna powierzchnia ma barwę od cielistoróżowej do brunatnej. Reakcje barwne: hymenium I + niebieskie do fioletowego.
Dolna i górna kora plechy ma taką samą grubość 4–8,5 μm. W plesze występują liczne, zagłębione perytecja. Ich wystająca z plechy część (egzotecjum) ma średnicę około 0,2 mm. Ekscypulum ma średnicę ok. 200 μm, jest jasne i tylko przy samej ostioli brunatne. W hymenium występują dwutunikowe, maczużkowate worki oraz wstawki. W jednym worku powstaje po 8 jednokomórkowych, elipsoidalnych askospor o rozmiarach 6-16 × 5–8 μm.

## Występowanie i siedlisko
Gatunek szeroko rozprzestrzeniony, najliczniej występuje na półkuli północnej, ale notowany jest na wszystkich kontynentach z wyjątkiem Antarktydy i Australii. W Polsce jest pospolity w górach i na wyżynach, gdzie występuje na różnego rodzaju skałach, częściej na wapiennych, rzadziej na krzemianowych. Ma jednak określone wymagania; rośnie na miejscach przynajmniej słonecznych lub nieco zacienionych, jeśli dość często zwilżane są one wodą. Na nizinach jest bardzo rzadki, występuje tylko czasami na głazach narzutowych.
W Polsce znajduje się na Czerwonej liście roślin i grzybów Polski. Ma status VU – gatunek wysokiego ryzyka wymarcia w niektórych rejonach.